# Cosmopterix sibirica
Cosmopterix sibirica là một loài bướm đêm thuộc họ Cosmopterigidae. Nó được biết đến ở the South Siberian mountains.